# Londonbeat
Londonbeat är en amerikansk/engelsk popgrupp bildad i London 1988 bestående av amerikanerna George Chandler och Jay Helms, Trinidadfödde Jimmy Chambers och brittiske producenten Willy M. (född Willy Henshall).
Gruppen fick först uppmärksamhet i Sverige med singeln "There's a Beat Going On" som hamnade på Sommartoppen 1988, men deras definitiva genombrott kom 1990 när de hamnade på första plats på Trackslistan med "I've Been Thinking About You", producerad av Dave Stewart, en låt som nådde lika högt på Billboardlistan.
De följde upp sin etta med flera hits som bl.a. Better Love (1990) och You Bring on The Sun (1992), men försvann sedan från rampljuset igen. Gruppen upplöstes 1995.
2003 ombildades Londonbeat med en ny uppsättning släppte albumet "Back in the Hi-Life" med nyinspelningar på "A Better Love" och "I've Been Thinking About You" bland de nya spåren.
Marc Goldschmitz lämnade bandet 2004.
2011 var Londonbeat med på två spår på The Crossing av brasilianska pianisten Eumir Deodato, titelspåret (med gästslagverkaren Paco Sery) och "No Getting Over You".

## Diskografi
Studioalbum
- Speak (1988)
- In the Blood (1990)
- Harmony (1993)
- Londonbeat (album) (1994)
- Back in the Hi-Life (2003)
- Gravity (2004)

Samlingsalbum
- Best Remixes (1991)
- Best! The Singles (1995)
- Very Best of Londonbeat (1997)
- Legends (2004)
- Hit Collection, Vol. 1 (2005)
- Greatest Hits (2007)

Singlar (topp 40 på UK Singles Chart)
- "I've Been Thinking About You" (1990) (#1)
- "A Better Love" (1990) (#18)